# Nervio intercostobraquial
Los nervios intercostobraquiales son ramas cutáneas de los nervios intercostales. 

## Segundo nervio intercostal
La rama cutánea lateral del segundo nervio intercostal no se divide, como las otras, en una rama anterior y otra posterior; se llama nervio intercostobraquial. Perfora el Intercostalis externo y el serrato anterior, cruza la axila hacia el lado medial del brazo y se une con un filamento del nervio cutáneo braquial medial . Luego perfora la fascia y suministra a la piel de la mitad superior de la parte medial y posterior del brazo, comunicándose con la rama cutánea braquial posterior del nervio radial . A menudo es la fuente de dolor cardíaco referido. 
El nervio intercostabraquial también se divide a veces en la depuración de los ganglios axilares, como la que se realiza para la cirugía del cáncer de mama que requiere la extirpación de los ganglios axilares. La sensación de la región cutánea que suministra el nervio se ve afectada. 
El tamaño del nervio intercostobraquial está en relación inversa con el del nervio cutáneo braquial medial. 

## Tercer nervio intercostal
Con frecuencia se desprende un segundo nervio intercostobraquial de la rama cutánea lateral del nervio intercostal; suministra filamentos a la axila y al lado medial del brazo. 

## Imágenes adicionales

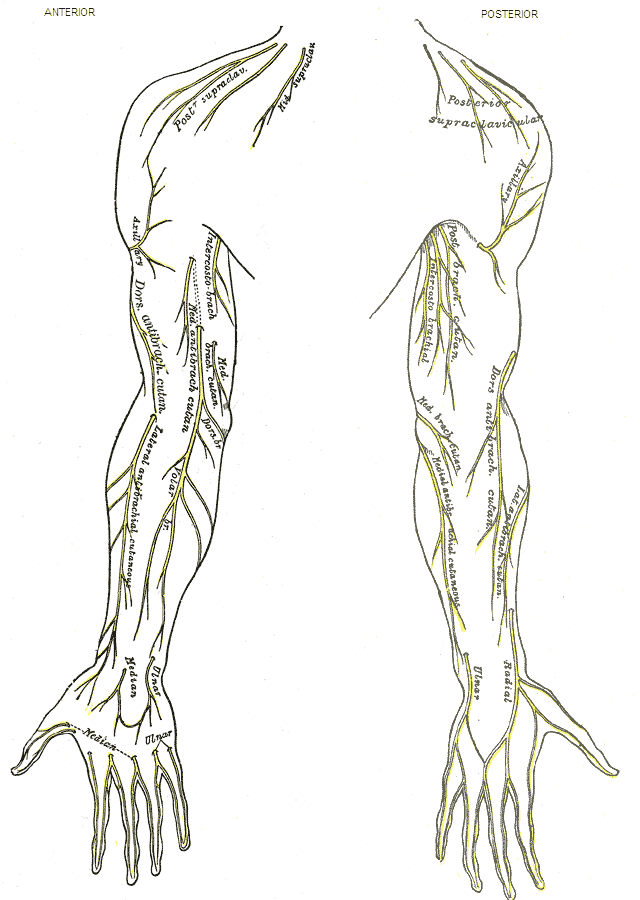
Nervios cutáneos de la extremidad superior derecha.
Diagrama de distribución segmentaria de los nervios cutáneos de la extremidad superior derecha.
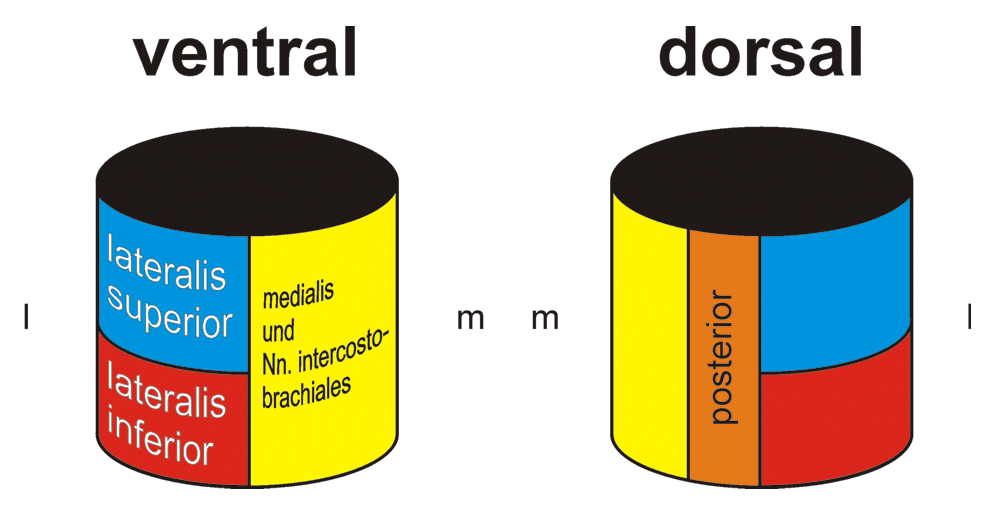
Inervación